# Pterobdella abditovesiculata
Pterobdella abditovesiculata is een ringworm uit de familie van de Piscicolidae. De wetenschappelijke naam van de soort is voor het eerst geldig gepubliceerd in 1952 door Moore.